# Trilogia dei colori
La trilogia dei colori è composta da tre film realizzati tra il 1993 e il 1994 dal regista polacco Krzysztof Kieślowski: Film blu, Film bianco e Film rosso.

## Ispirazione
Le pellicole sono ispirate ai tre colori della bandiera francese e anche ai tre ideali rivoluzionari da essi rappresentati: blu-libertà, bianco-uguaglianza e rosso-fratellanza.

## Messaggio
I tre film, sceneggiati tutti dallo stesso regista e da Krzysztof Piesiewicz, sono concepiti per una visione indipendente l'uno dall'altro, ma visti nel loro insieme mostrano numerose connessioni tra loro, o meglio, sono elementi di un'opera pensata nel suo complesso dove ogni utopia va letta in rapporto con le altre.
Indicativa a questo proposito è una scena ricorrente in tutti e tre i film: un'anziana che ha problemi nell'infilare i rifiuti nel cassonetto per la raccolta differenziata. Nel primo film (Blu), Julie (Juliette Binoche) neppure si accorge dell'anziana bisognosa d'aiuto: ha gli occhi chiusi e il viso rivolto verso il sole; inoltre è giovane, davanti a sé ha il futuro e non riesce neppure a immaginare la vecchiaia e i suoi problemi. Nel secondo film (Bianco), Karol (interpretato da Zbigniew Zamachowski) vede la vecchiaia, vede la difficoltà - anche lui ha tanti problemi - ma questo non gli provoca nessun gesto di solidarietà. Solo nel terzo film (Rosso), che non a caso è dedicato alla fratellanza, Valentine (Irène Jacob) si ferma ad aiutare l'anziana.